# الیسون کورن
الیسون کورن (انگلیسی: Alison Korn؛ زادهٔ ۲۲ نوامبر ۱۹۷۰) قایقران روئینگ اهل کانادا است.